# John Cain Arena
Die John Cain Arena ist eine Mehrzweckhalle mit einem in zehn Minuten schließbaren Schiebedach in der australischen Metropole Melbourne im Bundesstaat Victoria. Sie gehört zur Tennisanlage Melbourne Park in der jährlich das Tennis-Grand-Slam-Turnier Australian Open ausgetragen wird. Der Namenssponsor der Arena war von den Jahren 2008 bis August 2018 das chinesische Elektronikunternehmen Hisense. Bis die multifunktionale Sportstätte mit Vodafone Arena ihren ersten Sponsor bekam, war sie unter dem Namen Melbourne Park Multi Purpose Venue bekannt.

## Vorgeschichte
Das Gelände, auf dem sich heute die Melbourne Arena befindet, war früher Teil des Yarra Sportparks, des ersten Sportgeländes im Bundesstaat Victoria. Der Sportpark wurde 1868 zusammen mit einem Pavillon für den Civil Service Cricket Club  angelegt. Als der Club in finanzielle Nöte geriet, übertrug er die Pachtrechte für 1000 britische Pfund an das Scotch College. Später zog das College um und benötigte das Gelände nicht länger. Der Fußballverein Old Scotch Collegians Football Club nutzte das Sportfeld jedoch bis 1992, bis es der Rod Laver Arena zugeschlagen wurde.

## Die heutige Arena
Die multifunktionale Sportarena wurde 2000 fertiggestellt und ist neben Tennis für verschiedenste Sportveranstaltungen wie Basketball, Netball, Boxen, Kunstturnen, Eishockey, Tanzsport oder Bahnradsport konzipiert. Gleichfalls ist die Melbourne Arena Ort für Konzerte, Tanzpartys und Familienveranstaltungen.
Sie ist Teil des Gesamtkomplexes Melbourne & Olympic Parks, einer Anlage mit mehreren Sportstätten, darunter die Rod Laver Arena, das Fußballstadion Melbourne Rectangular Stadium und der Melbourne Cricket Ground. Die Arena verfügt über eine 250 Meter lange Radrennbahn aus Kiefernholz, die vom australischen Bahnarchitekten Ron Webb konzipiert wurde. 2006 fanden in der damals unter dem NamenVodafone Arena geführten Melbourne Anrea die Wettbewerbe im Bahnradsport, im Basketball und im Netball der Commonwealth Games statt. 2004 wurden hier die UCI-Bahn-Weltmeisterschaften ausgetragen; vom 4. bis 8. April 2012 fanden in der Arena zum zweiten Mal Bahn-Weltmeisterschaften statt.
Zwischen 2017 und 2019 wurde in der Arena im Rahmen der World Series of Darts das Melbourne Darts Masters insgesamt dreimal von der PDC ausgetragen.
Am 3. Februar 2020 kündigte der Premierminister von Victoria Daniel Andrews an, die Arena zu Ehren von John Cain junior, einem früheren Premier von Victoria, in John Cain Arena umzubenennen. Im Dezember 2020 wurde dieses Vorhaben umgesetzt.

## Galerie

Radrennen auf dem Melbourne Cricket Ground (ca. 1903)
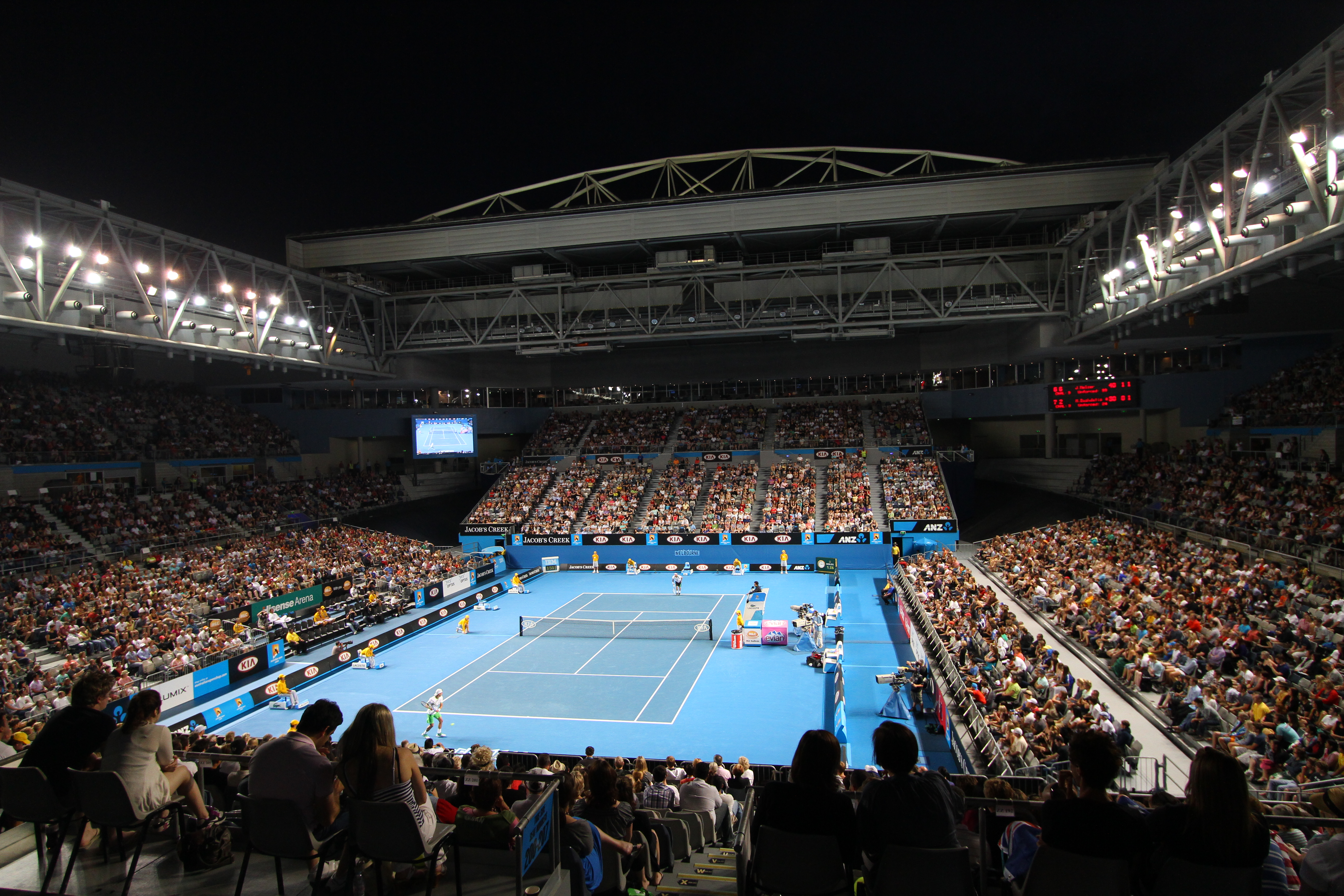
Die damals als Hisense Arena geführte Spielstätte während der Australian Open 2011
Ehemaliges Logo von 2008 bis 2018